# Hampton, Georgia
Hampton är en stad (city) i Henry County, i delstaten Georgia, USA. Enligt United States Census Bureau har staden en folkmängd på 7 104 invånare (2011) och en landarea på 14,5 km².